# Wesley Duke Lee
Wesley Duke Lee (São Paulo, 21 de dezembro de 1931 – São Paulo, 12 de setembro de 2010) foi um artista plástico brasileiro.

## Biografia
Filho de William Bowman Lee Jr, descendente de uma família do sul dos Estados Unidos, e de Odila de Oliveira Lee, filha de portugueses do Douro e Beira Alta, Wesley inicia seus estudos no curso de desenho livre do MASP, em 1951. No ano seguinte, embarca para Nova York, onde estuda na Parsons School of Design e no American Institute of Graphic Arts até 1955 e entra em contato com a obra de Robert Rauschenberg, Jasper Johns Cy Twombly e com a pop art em geral. De volta ao Brasil, abandona a carreira publicitária e estuda pintura com o italiano Karl Plattner, que então vivia no Brasil. Acompanha-o à Itália e à Áustria até 1960. Também viaja a Paris, onde tem aulas na Académie de la Grande Chaumière e no ateliê de Johnny Friedlaender.
Novamente retorna ao Brasil, em 1963. Ousado e polêmico, inicia um trabalho com jovens artistas e realiza, em 23 de outubro do mesmo ano, no João Sebastião Bar, em São Paulo, O Grande Espetáculo das Artes, um dos primeiros happenings do Brasil. Com Maria Cecília Gismondi, Bernardo Cid, Otto Stupakoff e Pedro Manuel-Gismondi, entre outros, procura formar um grupo dedicado ao Realismo Mágico. Participou também, em 1966, da fundação do Grupo Rex, com Geraldo de Barros, Nelson Leirner, José Resende, Carlos Fajardo e Frederico Nasser. A iniciativa, uma reação combativa e bem-humorada ao mercado de artes na década de 1960, perdurou até 1967, desdobrou-se no espaço alternativo Rex Gallery & Sons e no jornal Rex Time. Desenhista, gravador, pintor e professor, Wesley Duke Lee foi um dos introdutores da Nova Figuração no Brasil.
Entre 1964 e 1966, a convite de Walter Zanini, primeiro diretor do MAC-USP, participa, juntamente com Bin Kondo, Fernando Odriozola e Yo Yoshitome, do Phases, movimento artístico surgido na França, a partir do surrealismo.
Em 1964, foi um dos primeiros voluntários para testes sobre os efeitos do LSD, numa clínica em São Paulo. Tomava o ácido e se trancava numa sala para desenhar. Essa experiência resultou nas séries Lisérgica e Da Formação de um Povo, ambas dotadas de forte carga política contra o regime militar que se instalava no país. Em entrevista cedida ao Museu da Pessoa, ele afirma:
"Eu menino ouvi dizer do meu avô que 'pintura é ferramenta do Diabo' [...] E ele tinha razão, né? A arte arrebenta com o dogma, seja ele qual for. Por isso que os artistas são sistematicamente perseguidos por qualquer grande movimento dogmático que apareceu. Os artistas serão crucificados porque eles atrapalham a implantação do dogma."
Nos anos 1980, trabalhou no Centro de Reprodução Xerox, em Nova York, incorporando fotocópia, Polaroid, vídeo e computação gráfica ao seu trabalho. Duke Lee teve trabalhos expostos na 44ª Bienal de Veneza e na 8ª Bienal de Tóquio. Dizia-se influenciado pelo movimento dadaísta, pela pop art e pela publicidade.
O artista expôs em São Paulo pela última vez em 2006. Sofria, desde 2007, do Mal de Alzheimer e faleceu em 12 de setembro de 2010, aos 78 anos de idade, vítima de complicações respiratórias decorrentes de sua doença. No dia de sua morte, realizava-se no Rio de Janeiro uma exposição retrospectiva da sua carreira.

## Exposições Individuais
- 1961 - São Paulo SP – Individual, na Galeria Sistina
- 1962 - São Paulo SP – Individual, na Galeria Michel
- 1963 - 
  - Milão (Itália) – Individual, na Galeria Sistina
  - São Paulo SP – Wesley Realista Mágico apresenta A Exposição, no João Sebastião Bar (primeiro happening no Brasil)
- 1964 - 
  - Rio de Janeiro RJ – Wesley: têmperas e desenhos, na Petite Galerie
  - São Paulo SP – Pau Brasil, na Galeria Atrium
  - Viena (Áustria) – Individual, na Nebehay Gallery
- 1965 - 
  - São Paulo SP – W.D.Lee, na Seta Galeria de Arte
  - Tóquio (Japão) – Wesley Duke Lee Exhibition, na Tokio Gallery
- 1968 - São Paulo SP – A Zona – Considerações: retrato de Assis Chateaubriand, no MAC/USP
- 1970 - São Paulo SP – Iconografia Botânica, na Galeria Ralph Camargo
- 1972 - São Paulo SP – Wesley Duke Lee: três livros de gravuras e um caderno de desenho, no Masp
- 1975 - Exposição de desenhos realizados para o Relatório Anual para as Financeiras Itaú
- 1976 - 
  - São Paulo SP – As Sombra Ações, na Galeria Luisa Strina
  - São Paulo SP – Individual, na Galeria Luisa Strina
- 1977 - 
  - São Paulo SP – Individual, na Galeria Luisa Strina
  - São Paulo SP – Wesley expõe Caligrafias, Ideogramas, etc., na Galeria Luisa Strina
- 1978 - 
  - Rio de Janeiro RJ – Wesley expõe Caligrafias, Ideogramas etc, na Galeria Luiz Buarque de Hollanda e Paulo Bittencourt
  - São Paulo SP – Minha Viagem à Grécia no Helicóptero de Leonardo da Vinci, no Masp
- 1979 - 
  - Rio de Janeiro RJ – Série Papéis, na Bolsa de Valores de São Paulo
  - São Paulo SP – Série Papéis, na Bolsa de Valores do Rio de Janeiro
  - São Paulo SP – Série Papéis, na Galeria Luisa Strina
- 1980 - 
  - Porto Alegre RS – Mapas, na Galeria Salamandra
  - Ribeirão Preto SP – Papéis, na Casa da Cultura de Ribeirão Preto
  - São Paulo SP – Cartografia Anímica, na Galeria Luisa Strina
  - São Paulo SP – Obra-Prima do Masp, no Centro Campestre Sesc
- 1981 - São Paulo SP – Indvidual, na Paulo Figueiredo Galeria de Arte
- 1986 - São Paulo SP – O Triumpho de Maximiliano I, no Escritório de Arte São Paulo
- 1991 - São Paulo SP – Os Trabalhos de Eros: preparação para a anunciação da era do filho, na Kate Art Gallery
- 1992 - São Paulo SP – Retrospectiva Wesley Duke Lee, no Masp
- 1993 - Rio de Janeiro RJ – Retrospectiva Wesley Duke Lee, no CCBB
- 1999 - 
  - São Paulo SP – O Filiarcado, ensaio alquímico com jogos infantis. Albedo, no Escritório de Arte São Paulo
  - São Paulo SP – O Filiarcado, ensaio alquímico com jogos infantis. Rubedo, no Escritório de Arte São Paulo
- 2000 - São Paulo SP – O Filiarcado, ensaio alquímico com jogos infantis. Nigredo, no Escritório de Arte São Paulo
- 2004 - São Paulo SP – Tudo é Desenho, no CCSP
- 2005 - São Paulo SP – Wesley Duke Lee: duas séries inéditas dos anos 60, na Pinacoteca do Estado
- 2006 - São Paulo SP – Individual, na Valu Oria Galeria de Arte